# توماس كولينز (سياسي أمريكي)
توماس كولينز (بالإنجليزية: Thomas Collins) هو قاضي ومحامي وسياسي أمريكي، ولد في 1732 في سميرنا في الولايات المتحدة، وتوفي بنفس المكان في 29 مارس 1789. انتخب عضو مجلس ولاية ديلاوير وانتخب حاكم ولاية ديلاوير ‏ (28 أكتوبر 1786 – 29 مارس 1789).